# Sybra hebridarum
Sybra hebridarum är en skalbaggsart som beskrevs av Stefan von Breuning 1939. Sybra hebridarum ingår i släktet Sybra och familjen långhorningar.
Artens utbredningsområde är Vanuatu. Inga underarter finns listade i Catalogue of Life.